# Chance! (浅香唯の曲)
「Chance!」は、1990年2月7日に発売された浅香唯の17枚目のシングル。

## 解説
- この年の初頭に、女優業を休止し、音楽活動に専念すると宣言。
- 作曲は、のちに音楽制作会社ビーイングにおいてミリオンヒットを連発するヒットメーカーの織田哲郎を初めて起用。
- 日本テレビ系『歌のトップテン』が同年3月一杯で終了した為、同番組においてはこの曲が最後のランクインとなり、8位に1週のみランクインしたが、出演はしなかった。
- 同月発売のオリジナル・アルバム『Nude Songs』には、Nude Versionとして別アレンジで収録されている。
- 1991年2月に発売されたベスト・アルバム『Thanks a lot』には、ボーカル新録バージョンが収録されている（アレンジはNude Versionと同じだが、フェードアウトせずにエンディングがある。）
- カップリングの「Smile Away」は2015年 に「恋するフォーチュンクッキー」の作曲でJASRAC賞金賞を受賞した伊藤心太郎が初めて浅香に提供した楽曲である。

## 収録曲
- 両楽曲共に、作詞：麻生圭子／編曲：井上鑑

1. Chance!
作曲：織田哲郎
2. Smile Away
作曲：伊藤心太郎

## 関連作品
- Chance!
  - Nude Songs - Nude Version
  - Thanks a lot - ボーカル新録（アレンジはNude Version）
  - シングル・コレクション
  - ANNIVERSARY 2824 （ライブ・アルバム）
  - 浅香唯大全集 THE COMPLETE BOX
  - CRYSTALS 〜25th Anniversary Best〜
  - 浅香唯 ザ・ベスト
  - 浅香唯 30周年記念コンプリートBOX

- Smile Away
  - シングル・コレクション
  - 浅香唯大全集 THE COMPLETE BOX
  - 浅香唯 30周年記念コンプリートBOX